# Зеленогурський повіт
Зеленогурський повіт (пол. powiat zielonogórski) — один з 12 земських повітів Любуського воєводства Польщі.
Утворений 1 січня 1999 року в результаті адміністративної реформи.

## Географія
Річки: Шльонська Охла, Холодний Потік.

## Загальні дані
Повіт знаходиться у східній та центральній частині воєводства.
Адміністративний центр — місто Зелена Гура (не належить до повіту).
Станом на 1.01.2008 населення становить 90 389 осіб, площа 1569,7 км².
На терени повіту були депортовані 531 українець з українських етнічних територій у 1947 році (т. з. операція «Вісла»).

## Демографія
Демографічні дані повіту станом на 30.06.2005:
|       | Всього | Всього | Жінки  | Жінки | Чоловіки | Чоловіки |
| ----- | ------ | ------ | ------ | ----- | -------- | -------- |
|       | осіб   | %      | осіб   | %     | осіб     | %        |
| Повіт | 89 099 | 100    | 45 221 | 50,8  | 43 878   | 49,2     |
| Міста | 34 954 | 100    | 18 008 | 51,5  | 16 946   | 48,5     |
| Села  | 54 145 | 100    | 27 213 | 50,3  | 26 932   | 49,7     |